# Cara Pils
La Cara Pils est une bière blonde de type pils bon marché commercialisée par le groupe Colruyt en Belgique sous le label discount Everyday.

## Produit
Son taux d'alcool est de 4,4 % en canette et de 4,7 % en bouteille et son prix oscille entre 0,62 et 1 euro le litre en 2017. Elle est disponible dans les enseignes Colruyt et OKay, ainsi que dans la plupart des night shops belges. Sa fabrication prend deux semaines alors qu'il faut généralement huit à dix semaines pour le brassage d'une bière de façon traditionnelle.
Lancée à la fin des années 1960, elle a été produite au fil du temps par diverses brasseries dont la brasserie Alken-Maes, La brasserie Champigneulles ou encore, de 2015 à 2017, la Brasserie de Saint-Omer, dans le Nord-Pas-de-Calais avant que sa production ne soit rapatriée en Belgique.
Elle est disponible sous divers formats : 
- la canette de 33 cl ;
- la canette de 50 cl ;
- la bouteille en verre consignée de 25 cl.

## Popularité
La Cara Pils, ou familièrement « Cara », est l'une des bières les moins chères et les plus mal cotées de Belgique bien que cette réputation puisse être nuancée,. Elle est cependant populaire et typiquement associée aux buveurs privilégiant la quantité à la qualité, aux milieux estudiantins ainsi qu'aux milieux populaires. Témoignage de sa popularité, l'évocation d'un changement de nom en 2015 a provoqué un tollé et une mobilisation des consommateurs tels qu'ils ont fait renoncer le groupe Colruyt à son projet. 
En mai 2017, l'annonce d'un arrêt temporaire de la production a provoqué des ruptures de stock, causant des tensions dans les supermarchés et une importante circulation de l'information sur les réseaux sociaux.

## Notation
La bière obtient la note de zéro sur le site ratebeer.com,. 
Lors d'un test à l'aveugle effectué en 2017 parmi treize étudiants en zythologie sur un ensemble de bières premier prix, la Cara Pils obtient la deuxième place (sur quatre), et est considérée comme du même niveau gustatif de bières plus chères. Dans un classement effectué en avril 2019 portant sur 22 bières pils dégustées à l'aveugle, la Cara Pils est arrivée en cinquième position.

## Exportation
En 2014, le Bruxellois Nico Mortier en voyage au Costa Rica constate le prix élevé de la bière locale, et propose à Colruyt d'y importer la Cara Pils, à travers son entreprise Imbelco. La bière y est vendue l'équivalent de 80 cents, soit près de deux fois plus cher que son prix en Belgique, mais meilleur marché que les concurrents. Au Costa Rica, la Cara Pils a l'image d'une marque premium, au contraire de son image belge de produit d'entrée de gamme. En octobre 2019, Imbelco exporte la bière dans quinze pays, notamment en Afrique centrale et de l'ouest, au Kenya, aux Antilles néerlandaises et en Arménie.
À la suite d'un accord entre Colruyt et Alibaba Group en 2017, la Cara Pils, ainsi que d'autres produits du distributeur, sera vendue en République populaire de Chine.